# Jaciment arqueològic de Barrada
El jaciment arqueològic de Barrada, també denominat Barradas o Silos da Barrada, està situat a la rodalia de la vila d'Aljezur, al sud de Portugal. S'hi han identificat restes de tres èpoques d'ocupació diferents, corresponents a monuments funeraris prehistòrics, sitges i fosses del període musulmà, i una estructura circular de l'era moderna.

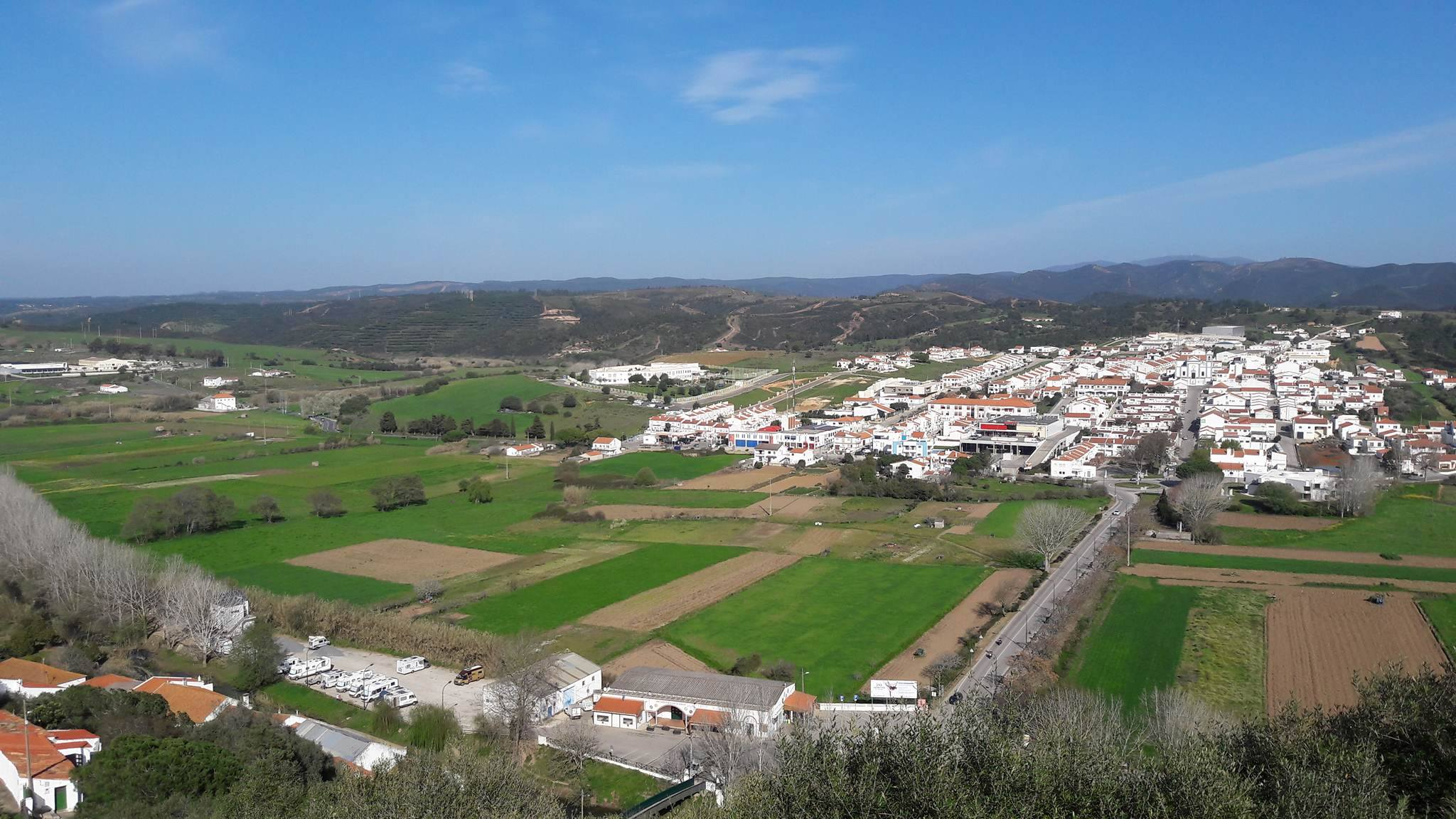
Vista general de la part nova d'Aljezur, el 2017. El jaciment arqueològic de la Barrada és al centre esquerre de la fotografia, junt al gran edifici blanc de l'Escola EB/JI d'Aljezur

## Descripció i història
El jaciment es troba en un pujol de reduïdes dimensions, a una altitud de prop de 36 m, que permetia controlar-ne la rodalia. Té accés per una rotonda del carrer Estácio da Veiga, junt al centre d'Aljezur, prop d'una escola. Durant els treballs arqueològics s'hi descobriren vestigis d'ocupació humana al llarg de diversos períodes: durant la prehistòria, a finals del Neolític o principis de l'Eneolític, la segona va dels segles IX a XI, durant el domini musulmà, i la tercera s'integra en els segles XVI a XVII, ja durant l'edat moderna.
El vestigis prehistòrics en són dos hipogeus excavats a la roca, un dels quals és d'especial interès perquè es troba relativament intacte. Aquest Hipogeu I està totalment excavat al subsol, i constava d'una avantcambra i una cambra funerària unida per un corredor, amb parets còncaves, i una coberta que tindria originàriament la forma de volta, amb una llargària total de prop de 5 m. La cambra funerària contenia tres absis o alvèols, dues separades per una llosa calcària. Aquesta estructura fou molt danyada per obres del període islàmic, sobretot a la banda est. L'avantcambra presentava una morfologia reniforme, amb una base plana. La cúpula de roca va caure i permeté segellar algunes restes a l'interior. La mámoa fou construïda en blocs de pedra calcària, quars, grauvaca i esquist. L'Hipogeu II està quasi totalment destruït, però era molt semblat a l'altre monument funerari. L'Hipogeu I té algunes semblances a una altra estructura d'aquest tipus trobada per Estácio da Veiga prop de l'església Parroquial de Nossa Senhora da Alva, i tal volta ambdues estructures pertanyeren a un grup de necròpolis. També hi aparegueren eines de pedra polida, com ara destrals i esquers d'epidiorita, i en pedra llescada, com ara peces geomètriques de sílex i làmines. També s'hi descobriren restes osteològiques humanes dins la cambra funerària, parts de recipients en ceràmica, una polsera feta amb conquilla de Glycimeris sp., i vestigis de fauna malacològica com ara clòtxines, cloïsses, llepasses, etc. També hi havia restes de la utilització d'ocre, material emprat en els rituals funeraris d'aquell període.
La segona fase d'ocupació, durant l'època islàmica, correspon a un petit nucli residencial, unit a funcions agrícoles o industrials. S'hi trobaren estructures que corresponen a més de quaranta fosses circulars o sitges, algunes d'unides entre si per canals. A dins es recolliren fragments de peces de ceràmica, dels segles IX a XI, del mateix període en què fou fundat el nucli urbà del castell d'Aljezur. Així, podria ser una instal·lació rural, relacionada amb el poble islàmic d'Aljezur. El lloc fou abandonat a mitjan segle xi, període durant el qual es verificà una major inestabilitat a l'Algarve, amb la formació dels regnes taifes. Les troballes islàmiques es componen sobretot de fragments de recipients de ceràmica, com ara gibrells, gerros, i càntirs, amb pintures decoratives, algunes peces de vidre en tons melats, alguns amb traços en negre i manganés, i elements decoratius de corda seca. Després d'una intervenció de restauració, les peces de ceràmica musulmana s'exposen al Museu Municipal d'Aljezur. Altres peces d'aquest període inclouen parts de molins manuals de pedra, un fus d'esquist, eines de ferro, i molts vestigis d'animals, com ara clòtxines, ostres, cloïsses, caragols, percebes, i ossos de conill, cérvol, i cabra o ovella.
La tercera i darrera fase correspon als segles xvi i XVII, i inclou un edifici de pedra, amb planta de forma circular, que podria ser un molí de vent o una torre vigia.
Les primeres restes es descobriren al 2004, durant la instal·lació d'una rotonda al final del carrer Estació da Veiga, com a part dels accessos a l'Escola EBI/JI d'Aljezur.(4) El 2010 es netejaren els terrenys, i s'estudiaren les estructures. Al 2014, el Nucli d'Arqueologia i Paleoecologia de la Universitat de l'Algarve va organitzar Els hipogeus d'Aljezur: velles dades i nous descobriments, sobre els monuments funeraris de Barrada, presentat per l'arqueòloga Elisabete Barradas. El 2015 es conclogué la quarta campanya d'excavacions, executada per l'Associació de Defensa del Patrimoni d'Aljezur, dirigida per les arqueòlogues Elisabete Barradas, Silvina Silvério i Maria João Dies da Silva.